# أذينية
الأُذَينيَّة (الاسم العلمي: Auriculariaceae)، فصيلة فطريات من رتبة الأذينيات. تضم حوالي 100 نوع معروف في جميع أنحاء العالم. يعتقد أن جميع هذه الفطريات هي  ترممية التغذية، ينمو معظمها على الخشب الميت.